# 14504 Цудзімура
14504 Цудзімура (14504 Tsujimura) — астероїд головного поясу, відкритий 27 грудня 1995 року.
Тіссеранів параметр щодо Юпітера — 3,551.
Названо на честь Цудзімури (яп. つじむら(辻村) цудзімура).